# Universitas Brawijaya
Universitas Brawijaya – indonezyjska uczelnia publiczna w mieście Malang (prowincja Jawa Wschodnia). Została założona w 1963 roku.

## Wydziały
Uczelnia podzielona jest na następujące wydziały:
- Fakultas Ekonomi dan Bisnis
- Fakultas Hukum
- Fakultas Ilmu Administrasi
- Fakultas Ilmu Budaya
- Fakultas Ilmu Komputer
- Fakultas Ilmu Sosial dan Ilmu Politik
- Fakultas Kedokteran
- Fakultas Kedokteran Gigi
- Fakultas Kedokteran Hewan
- Fakultas Perikanan dan Ilmu Kelautan
- Fakultas Pertanian
- Fakultas Peternakan
- Fakultas Teknik
- Fakultas Teknologi Pertanian
- Fakultas Matematika dan Ilmu Pengetahuan Alam